# Pepjei
Pepjei är en provins i Fiji.   Den ligger i divisionen Rotuma, i den norra delen av landet, 600 km norr om huvudstaden Suva. Pepjei ligger på ön Rotuma.